# Vivian Rich
Pour les articles homonymes, voir Rich.
Vivian Rich, née en mer au large de Philadelphie le 26 mai 1893 et décédée dans un accident de voiture à Hollywood le 17 novembre 1957, est une actrice du cinéma muet et scénariste américaine. 

## Biographie
Elle fait ses débuts au Herald Square Theatre, dans une reprise de Country Girl, puis est recrutée par la société cinématographique Lux Company en Californie. Elle travaille ensuite pour Nestor Studios et enfin l’American Film Company. Vivian Rich a épousé Ralph W. Jesson, avec qui elle eut trois enfants.
Elle trouve la mort le 17 novembre 1957 dans un accident de voiture à Los Angeles. Elle a été inhumée au Valhalla Memorial Park à North Hollywood.

## Filmographie partielle

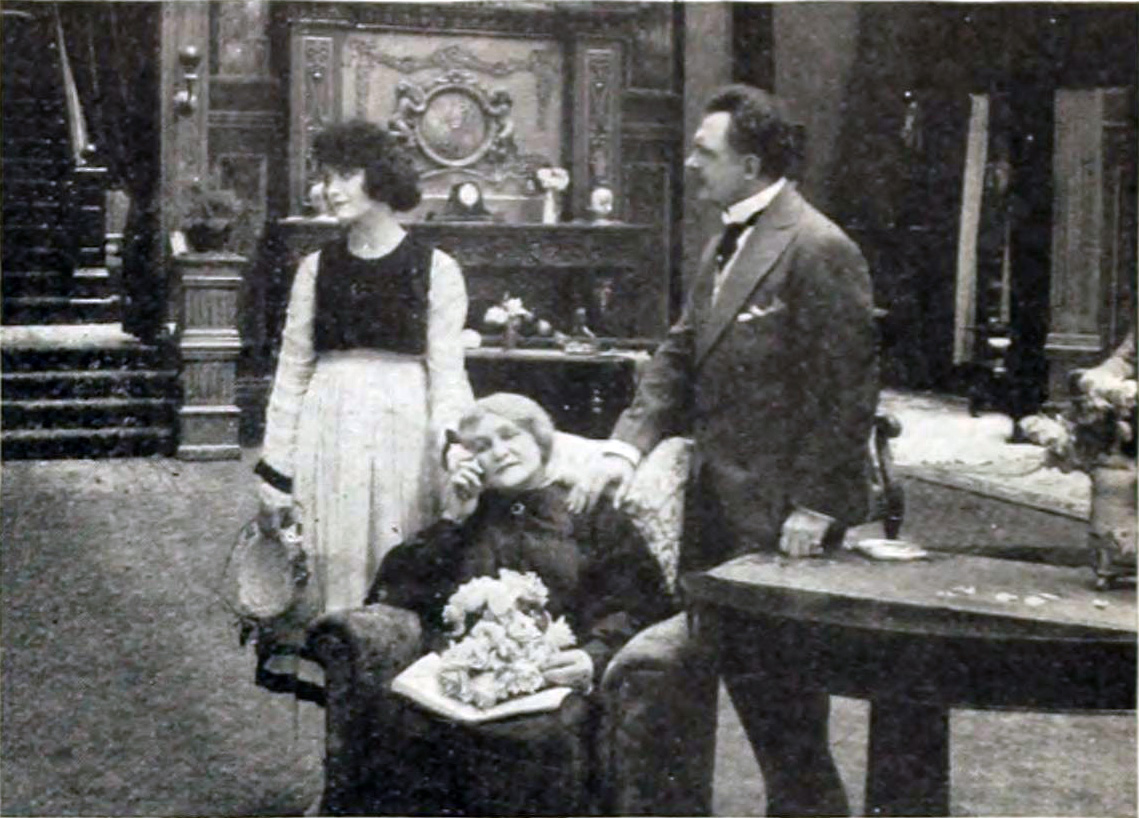
Vivian Rich dans The Gentle Conspiracy de Carl M. Leviness (1916)

### Comme actrice
- 1913 : On the Border, de Wallace Reid : Chiquita
- 1913 : The Adventures of Jacques, de Lorimer Johnston : Constance
- 1913 : The Ways of Fate, de Wallace Reid : La nymphe de la montagne
- 1913 : When Luck Changes de Wallace Reid
- 1913 : A Modern Snare de Wallace Reid : Jane Hathaway
- 1913 : When Jim Returned de Wallace Reid : Kate
- 1913 : The Tattooed Arm de Wallace Reid : Mabel Whitaker
- 1913 : Youth and Jealousy de Wallace Reid : Margaret
- 1913 : The Kiss, de Wallace Reid : Claudine Hathaway
- 1913 : Via Cabaret de Wallace Reid : Vail, la chanteuse de cabaret
- 1913 : Hearts and Horses de Wallace Reid : l'amoureuse de Bill
- 1913 : A Foreign Spy de Wallace Reid
- 1914 : Jack Meets His Waterloo, de Lorimer Johnston : Sallie Newman
- 1915 : A Question of Honor de B. Reeves Eason
- 1916 : Life's Harmony, de Frank Borzage et Lorimer Johnston : Faith Pringle
- 1916 : The Gentle Conspiracy de Carl M. Leviness : Jessie Ridgely / Mollie (rôle double)
- 1916 : Enchantment de Carl M. Leviness
- 1917 : Beware of Strangers, de Colin Campbell : Lorelei
- 1917 : The Price of Silence, de Frank Lloyd : Grace Vernon

### Comme scénariste
- 1914 : Nieda, d'après son histoire

## Note
1. ↑  (en) Fred C. Justice et Tom R. Smith, Who in the Film World, Film World Publ. Co., 1914, 229 p., p. 187.
2. ↑  (en) George A. Katchmer, A Biographical Dictionary of Silent Film Western Actors and Actresses, McFarland, 2015 (ISBN 978-1-4766-0905-8), p. 321.